# Greffe en écusson

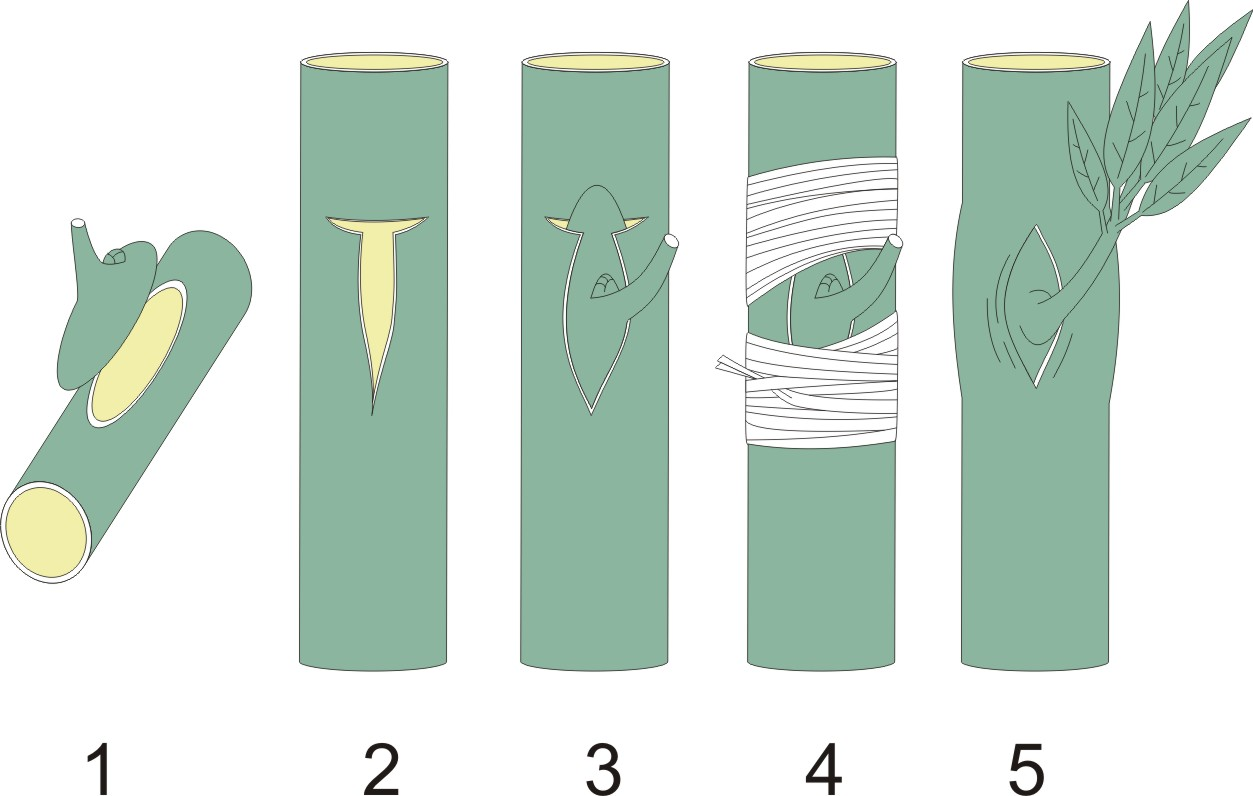
En 1, prélèvement d'un bourgeon sur la variété à multiplier. Ensuite on l'insère sur le porte-greffe adapté à la variété et aux conditions de cultures.

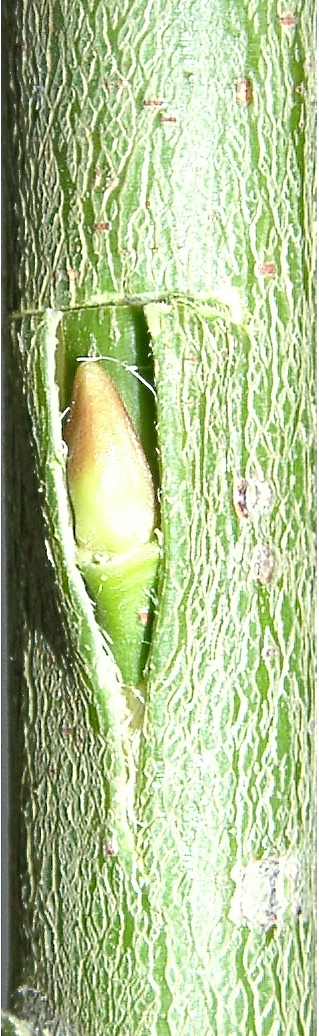
Greffe en T avant la protection de la plaie par flexibande et mastic.

La greffe en écusson est, avec la greffe anglaise compliquée, la plus utilisée des techniques de greffe. Elle est particulièrement conseillée pour les fruits à noyau car la moelle de leur arbre est souvent plus fragile que celle des fruits à pépins et supporte mal la greffe en fente.

## Préparation
L'arbre sur lequel on prélève l'écusson et l'arbre servant de porte-greffe doivent tous deux être bien arrosés dans les jours précédant la greffe afin d'être bien « en sève » pour que les écorces puissent se détacher facilement.

## Le greffon
Il doit être prélevé le jour du greffage sur la variété choisie. Il est constitué d'un bourgeon (œil) de l'année bien développé et entouré d'une bordure d'écorce en forme d'écusson (plat en haut et pointu en bas). Manipuler le greffon par le pétiole pour éviter de toucher avec les doigts la partie à vif du greffon (cambium), ce qui pourrait provoquer une infection qui ferait échouer la greffe.
Pour être bien placé, le bourgeon doit se trouver au moins 2 cm sous l'entaille transversale et doit bien pointer vers le haut.

## Mode opératoire
La greffe en écusson consiste à faire une entaille en forme de T sur le porte-greffe puis à y insérer un greffon.
Une fois l'œil inséré dans l'entaille, la partie supérieure de l'écusson doit buter précisément sur la barre du T de l'ouverture afin que la sève puisse circuler entre les deux éléments. Ensuite, on ligature (en commençant par le haut) avec un ruban à greffe ou du raphia en laissant juste dépasser l'œil et son pétiole.
La « soudure » se produit dans les deux à trois semaines suivant l'opération et la chute du pétiole à ce moment-là est un signe de réussite.
Au début du printemps suivant l'opération, on peut couper le porte-greffe juste au-dessus du point de greffe pour que toute la sève disponible soit allouée au greffon.
.

## Périodes possibles pour cette greffe
Ce type de greffe peut être fait à deux périodes de l'année :
- au début du printemps, on dit alors que c'est une greffe « à œil poussant » car le rameau se développera immédiatement.
- à la fin de l'été, c'est une greffe « à œil dormant » car le rameau ne se développera qu'au printemps suivant.